# Á Đông, Xigazê
Á Đông (chữ Tạng: གྲོ་མོ་; Wylie: Gro mo; ZWPY: Chomo Zong; giản thể: 亚东; phồn thể: 亞東; bính âm: Yàdōng) là một huyện của địa khu Xigazê (Nhật Khách Tắc), khu tự trị Tây Tạng, Trung Quốc. Huyện có biên giới với bang Sikkim của Ấn Độ và Bhutan. Á Đông hiện đang phát triển các lĩnh vực thương mại biên mậu và du lịch. Chính phủ Trung Quốc dự tính sẽ kéo dài tuyến đường sắt Thanh Tạng từ Lhasa tới Á Đông, tại khu vực biên giới Trung-Ấn.

### Trấn
- Hạ Ty Mã (下司马镇)
- Mạt Lý (帕里镇)

### Hương
- Hạ Á Đông (下亚东乡)
- Đôi Nạp (堆纳乡)
- Thượng Á Đông (上亚东乡)
- Cát Nhữ (吉汝乡)
- Khang Bố (康布乡)